# Premier Inn
Premier Inn – brytyjska sieć tanich hoteli, należąca do przedsiębiorstwa Whitbread, założona w 1987 roku pod nazwą Travel Inn. Siedziba mieści się w Luton.
Jest to największa sieć hotelarska w Wielkiej Brytanii, w 2015 roku licząca ponad 700 hoteli i 59 000 pokojów. Poza granicami kraju Premier Inn posiada pięć hoteli na Bliskim Wschodzie i trzy w Indiach.